# Florian Proske
Florian Proske (* 22. Juni 1996 in Bad Muskau) ist ein ehemaliger deutscher Eishockeytorwart, der zuletzt bei den Dresdner Eislöwen in der DEL2 unter Vertrag stand. Sein jüngerer Bruder Yannick Proske ist ebenfalls professioneller Eishockeyspieler.

## Karriere
Florian Proske war im Nachwuchs von ES Weißwasser aktiv, wechselte während der Saison 2010/2011 zu den Jungadlern nach Mannheim und gewann mit seinem Team in den Folgejahren je zweimal die deutsche Schüler- und DNL-Meisterschaft. In der DEL2 kam Proske erstmals in der 2014/15 zu Einsätzen für das damalige Partnerteam der Adler, die Heilbronner Falken, nachdem er im Juni 2014 seinen ersten Profivertrag bei den Adlern unterschrieben hatte. Im August 2015 erhielt er einen Vertragsverlängerung über zwei Jahre Laufzeit. In der Saison 2015/16 waren die Kassel Huskies Partnerteam der Adler, für die Proske sechs DEL2-Partien absolvierte und am Saisonende mit den Huskies die Meisterschaft der zweiten deutschen Eishockeyliga gewann.
Im Juli 2016 wurde Proske vom Management der Adler per Förderlizenz an die Löwen Frankfurt abgegeben, um Spielpraxis in der DEL2 zu sammeln. Mit den Löwen gewann er im April 2017 seine zweite DEL2-Meisterschaft.

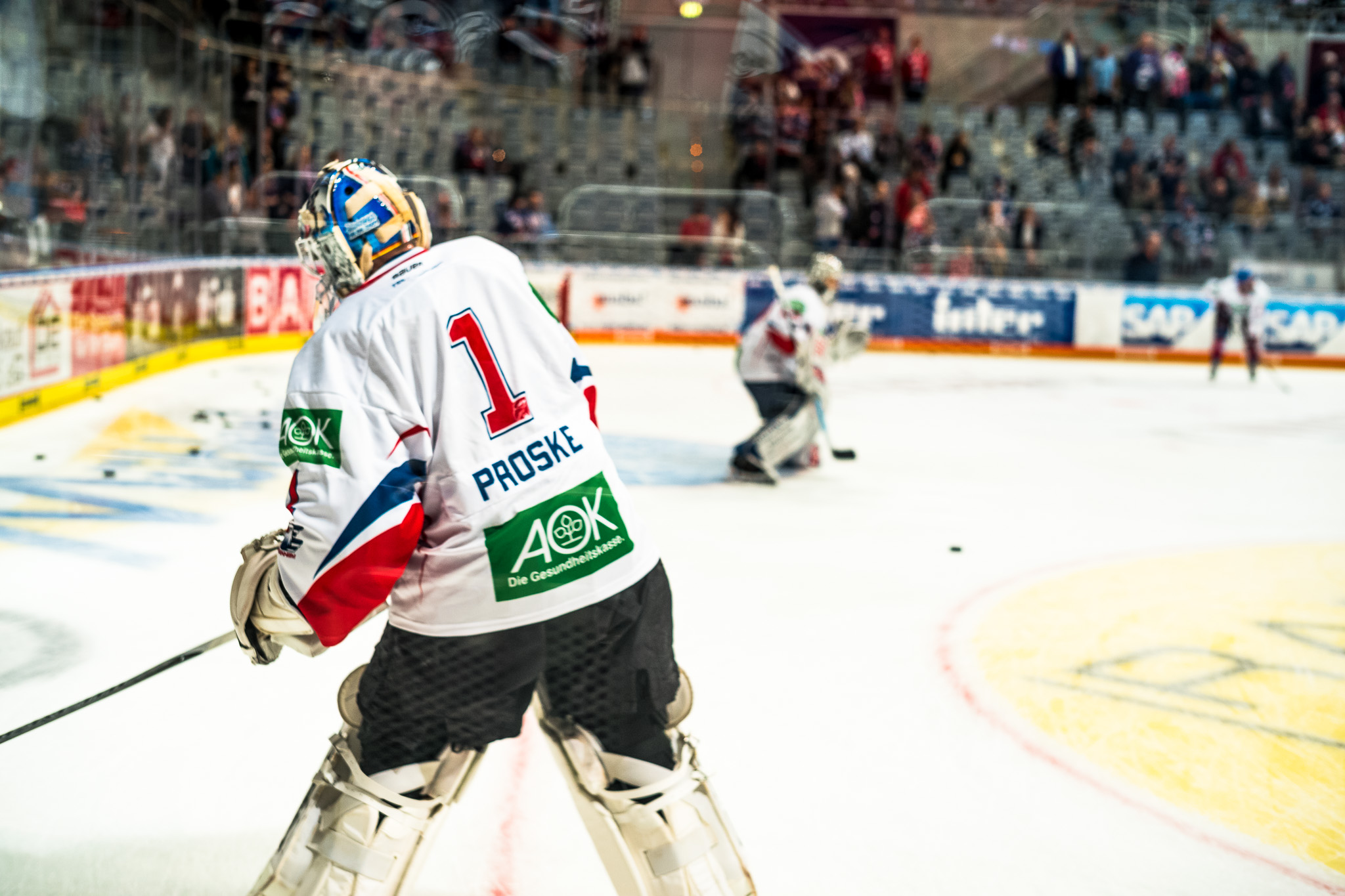
Florian Proske im Trikot der Adler Mannheim, November 2017

Am 21. November 2017 ersetzte er im dritten Drittel des DEL-Spiels gegen den EHC Red Bull München Chet Pickard im Tor der Adler und gab damit sein Debüt in der höchsten deutschen Spielklasse. Im Mai 2017 erhielt Proske eine weitere Vertragsverlängerung über ein Jahr und erneut eine Förderlizenz für die Löwen Frankfurt.
Im Juli 2018 verließ Proske die Adler und wurde von den Nürnberg Ice Tigers für ein Jahr verpflichtet. Im September 2018 erhielt Proske eine Förderlizenz für den EC Bad Nauheim, da Stammtorhüter Jonathan Boutin ausgefallen war, blieb aber ohne Einsatz für den ECBN. Einen Monat später wurde er abermals per Förderlizenz an die Bietigheim Steelers ausgeliehen, für die er insgesamt vier DEL2-Partien bestritt.
Ab Mai 2019 stand Florian Proske bei den Dresdner Eislöwen unter Vertrag und absolvierte 20 DEL2-Partien für den Klub. Im November 2020 beendete er seine Karriere aufgrund einer Verletzung.

### International
Mit seinem Wechsel in den Nachwuchs des Mannheimer ERC respektive der Adler Mannheim rückte Proske in den Fokus der Nationaltrainer und wurde schon früh für die U16-Nationalmannschaft nominiert. Mit der U18-Nationalmannschaft nahm er an der Weltmeisterschaft 2013 und 2015 nominiert, wobei er bei ersterer ohne Einsatz blieb und bei letzterer fünf Spiele absolvierte. 
Anschließend spielte er in der U19-Nationalmannschaft, ehe er mit dem U20-Nationalteam an der Eishockey-Weltmeisterschaft der U20-Junioren 2015 teilnahm. Bei diesem Turnier blieb er ohne Einsatz, das Nationalteam belegte den letzten Platz und stieg in die Division I ab.

## Erfolge und Auszeichnungen
- 2011 Gewinn der Schüler-Bundesliga mit dem Mannheimer ERC
- 2012 Gewinn der Schüler-Bundesliga mit dem Mannheimer ERC
- 2013 Gewinn der Deutschen Nachwuchsliga mit den Jungadlern Mannheim
- 2014 Gewinn der Deutschen Nachwuchsliga mit den Jungadlern Mannheim
- 2016 DEL2-Meister mit den Kassel Huskies
- 2017 DEL2-Meister mit den Löwen Frankfurt

## Karrierestatistik
(Legende zur Torhüterstatistik: GP oder Sp = Spiele insgesamt; W oder S = Siege; L oder N = Niederlagen; T oder U oder OT = Unentschieden oder Overtime- bzw. Shootout-Niederlage; Min. = Minuten; SOG oder SaT = Schüsse aufs Tor; GA oder GT = Gegentore; SO = Shutouts; GAA oder GTS = Gegentorschnitt; Sv% oder SVS% = Fangquote; EN = Empty Net Goal; 1 Play-downs/Relegation; Kursiv: Statistik nicht vollständig)